# Coppa Italia (cricket)

## Coppa Italia
La Coppa Italia di cricket è la coppa nazionale che si tiene sotto la giurisdizione della Federazione cricket italiana al quale partecipano tutte le squadre iscritte ai campionati italiani di serie A, Serie B e Serie C. È organizzata a cadenza annuale.
Si giocano partite ad eliminazione diretta, con l'atto finale nella formula della final four svolta nello stesso week-end.
Attualmente viene disputata con la formula Twenty20

## Albo d'oro
- 1988 -  Capannelle Roma (1)
- 1989 -  Capannelle Roma (2)
- 1990 -  Capannelle Roma (3)
- 1991 -  SS Lazio (1)
- 1992 -  Capannelle Roma (4)
- 1993 -  Capannelle Roma (5)
- 1994 -  Capannelle Roma (6)
- 1995 -  Capannelle Roma (7)
- 1996 -  Capannelle Roma (8)
- 1997 non disputata
- 1998 -  Maremma (1)

- 1999 -  Pianoro (1)
- 2000 -  Trentino (1)
- 2001 -  Pianoro (2)
- 2002 -  Brera Milano (1)
- 2003 -  Bologna (1)
- 2004 -  Bologna (2)
- 2005 -  Pianoro (3)
- 2006 -  Pianoro (4)
- 2007 -  Pianoro (5)
- 2008 -  Polisportiva Azzurra (1)
- 2009 -  Latina Lanka (1)

- 2010 -  Latina Lanka (2)
- 2011 -  Latina Lanka (3)
- 2012 -  Roma (1)
- 2013 -  Roma (2)
- 2014 -  Jinnah Brescia (1)
- 2015 -  Roma (3)
- 2016 -  Pianoro (6)
- 2017 -  Kingsgrove Milano (1)
- 2018 -  Janjua Brescia (1)

### Classifica per squadra
| Squadra              | Titoli | Anni                                           |
| -------------------- | ------ | ---------------------------------------------- |
| Capannelle Roma      | 8      | 1988, 1989, 1990, 1992, 1993, 1994, 1995, 1996 |
| Pianoro              | 6      | 1999, 2001, 2005, 2006, 2007, 2016             |
| Latina Lanka         | 3      | 2009, 2010, 2011                               |
| Roma                 | 3      | 2012, 2013, 2015                               |
| Bologna              | 2      | 2003, 2004                                     |
| SS Lazio             | 1      | 1991                                           |
| Maremma              | 1      | 1998                                           |
| Trentino             | 1      | 2000                                           |
| Brera Milano         | 1      | 2002                                           |
| Polisportiva Azzurra | 1      | 2008                                           |
| Jinnah Brescia       | 1      | 2014                                           |
| Kingsgrove Milano    | 1      | 2017                                           |
| Janjua Brescia       | 1      | 2018                                           |